# Bogey Awards

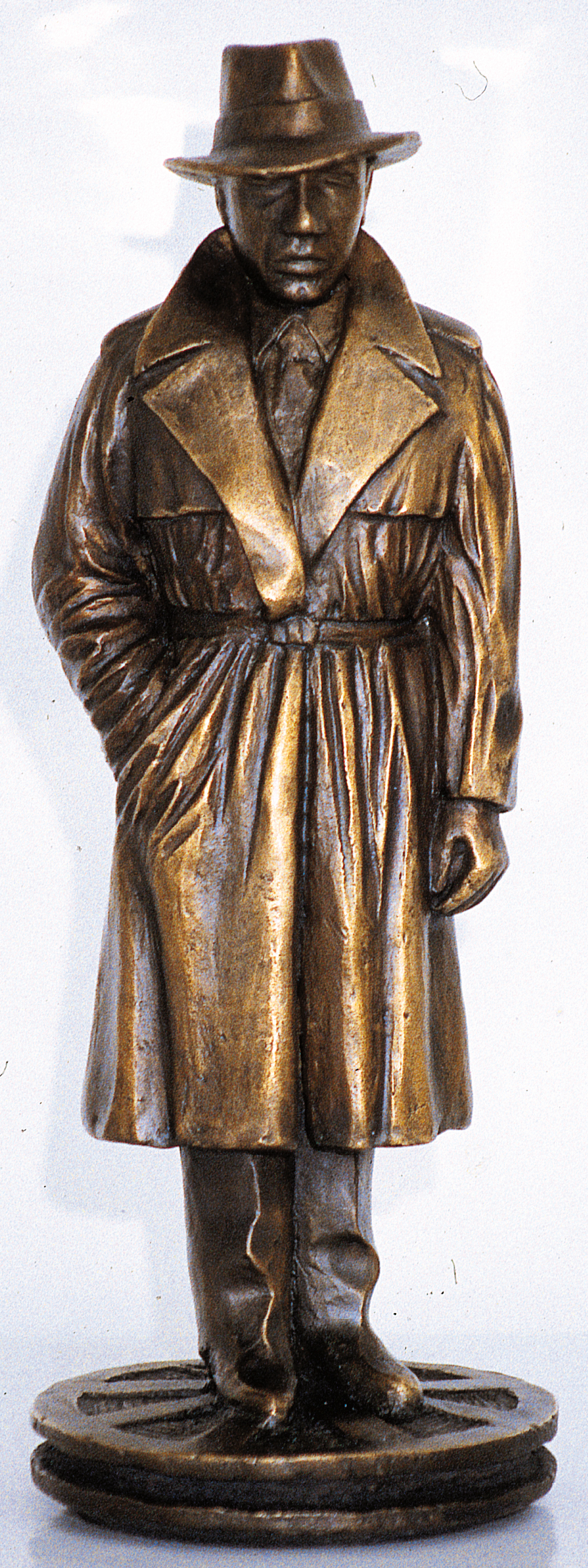
Un Bogey Awards d'oro.

I Bogey Awards (chiamati anche Box Office Germany Award) sono un premio cinematografico tedesco.
I premi si basano sul numero di persone che, in Germania, hanno visto il film entro un determinato lasso di tempo. Il premio è assegnato dal settore cinematografico della rivista Blickpunkt.

## Categorie
- Titanio: Visto da dieci milioni di persone.
- Platino: Cinque milioni di persone entro i cinquanta giorni.
- Oro: Tre milioni di persone entro trenta giorni.
- Argento: Due milioni di persone entro venti giorni.
- Bogey Award: un milione di persone, o 1000 persone per copia, con un minimo di 25 copie, entro dieci giorni.

## Anni
- Bogey Awards 1997
- Bogey Awards 1998
- Bogey Awards 1999
- Bogey Awards 2000
- Bogey Awards 2001

- Bogey Awards 2002
- Bogey Awards 2003
- Bogey Awards 2004
- Bogey Awards 2006

- Bogey Awards 2008
- Bogey Awards 2009
- Bogey Awards 2010